# Das Geheimnis des menschlichen Denkens
Das Geheimnis des menschlichen Denkens. Einblicke in das Reverse Engineering des Gehirns ist die deutsche Übersetzung von Ray Kurzweils Buch How to Create a Mind. The Secret of Human Thought Revealed.
In diesem bespricht Kurzweil die Möglichkeit zur Schaffung starker künstlicher Intelligenz, d. h. künstlicher Intelligenz über dem Niveau menschlicher Intelligenz. Hierfür bedarf es laut Kurzweil des Reverse Engineerings des menschlichen Gehirns. Reverse Engineering meint dabei nicht die künstliche Reproduktion eines menschlichen Gehirns en detail, sondern die Schaffung eines Modells, das alle Funktionen des Gehirns simulieren kann.

## Hauptthese
Kurzweil geht davon aus, dass das Gehirn, wie auch die Welt, die es wahrnimmt und verarbeitet, hierarchisch geordnet ist. Diese Hierarchie spiegelt sich in der Existenz der 300 Millionen Mustererkenner im menschlichen Neokortex wider, die der Erkennung der in der Welt enthaltenen Informationsmuster dienen. Diese Mustererkennungsprozesse finden auf verschiedenen, durch eine Hierarchie zunehmender Komplexität gekennzeichneten Ebenen statt. Je höher der Komplexitätsgrad eines Musters, desto höher die Ebene in der Hierarchie des Neokortex, auf der der Mustererkennungsprozess stattfindet. Wichtig ist, dass das Gehirn für diese Mustererkennungsprozesse lediglich einen Algorithmus verwendet. Das erlaubt für die verschiedenen Bereiche des Gehirns die Schaffung von Modellen, die in ihrer Funktionsweise von der des menschlichen Gehirns nicht zu unterscheiden sind.
Das erlaubt letztendlich die Schaffung eines Modells eines menschlichen Gehirns, dessen Output – sein Verhalten – von dem eines Menschen nicht zu unterscheiden ist. Kurzweil veranschlagt den Zeitpunkt der Schaffung solch starker KI auf das Jahr 2029. Ab diesem Zeitpunkt werden wir es mit bewussten Maschinen zu tun haben – zumindest mit Maschinen, die uns ähnlich bewusst zu sein scheinen wie alle anderen Menschen auch.
Darüber hinaus werden diese Maschinen imstande sein, neue, noch intelligentere Maschinen zu produzieren – ein sich zusehends beschleunigender Prozess, der zur sogenannten technologischen Singularität führt, die Kurzweil auf das Jahr 2045 datiert. In diesem Prozess werden die Menschen zusehends mit der von ihnen geschaffenen künstlichen Intelligenz fusionieren, was heißt, dass die Menschen die ihnen von ihrem biologischen Körper gesetzten Grenzen in Zukunft überwinden werden, um in andere Formen der Existenz überzugehen.

## Fundamentale Konzepte

### Mustererkennungstheorie des Geistes
Kurzweil fasst alle seine Überlegungen zum menschlichen Gehirn, künstlicher Intelligenz und der Möglichkeit ihrer Fusion im Konzept der Mustererkennungstheorie des Geistes zusammen. Er geht davon aus, dass die Realität unseres Universums letzten Endes aus Information besteht. Diese Information ist in Mustern organisiert, die wiederum eine nach ihrem Grad der Komplexität geordnete Hierarchie bilden. Diese hierarchische Struktur spiegelt sich auch im menschlichen Gehirn wider, wo 300 Millionen ebenfalls hierarchisch geordnete Mustererkenner zur Erfassung und Verarbeitung dieser Informationsmuster bereitstehen.

### Bewusstsein
Bewusstsein als Phänomen kann nur heuristisch festgestellt, niemals objektiv gemessen werden. Wann immer wir einen Schädel öffnen, werden wir dort keinerlei physische Manifestation des Bewusstseins finden. Bewusstsein wird einem Wesen in einem subjektiven Zuschreibungsprozess zuerkannt: Verhält sich ein Gegenüber bewusst, tendiere ich dazu, ihm ein Bewusstsein – und mithin gar ein Selbstbewusstsein – zuzuschreiben. Sollte sich eine Maschine ebenso bewusst verhalten, wie das auch ein Mensch tut, müssen wir wohl davon ausgehen, dass sie ebenfalls über Bewusstsein verfügt. Wiewohl alles dafür spricht, kann ihr dieses Bewusstsein natürlich dennoch abgesprochen werden, aber ein immer größer werdender Teil der Menschheit wird wohl dazu übergehen, Maschinen als bewusste Gegenüber wahrzunehmen und entsprechend zu behandeln. Kurzweil glaubt, dass eine Maschine erstmals 2029 den Turing-Test bestehen wird, worauf wir uns ernsthaft mit der Möglichkeit starker, d. h. bewusster KI auseinandersetzen müssen.

## Ausgaben
- Englisches Original: Ray Kurzweil, How to Create a Mind: The Secret of Human Thought Revealed, New York: Viking Books 2012, ISBN 978-0-670-02529-9.
- Deutsche Übersetzung: Ray Kurzweil, Das Geheimnis des menschlichen Denkens. Einblicke in das Reverse Engineering des Gehirns, Berlin: Lola Books 2014, ISBN 978-3-944203-06-5.